# 일본-몬테네그로 전쟁
일본-몬테네그로 전쟁(영어: Japanese-Montenegro War)은 1904년부터 2006년까지 일본 제국과 몬테네그로 공국 간에 발발한 전쟁으로, 20세기에 일어난 전쟁 중에서는 가장 긴 전쟁이었다. 실질적인 교전이 전혀 없었으므로, 사상자는 한 명도 없었다.

## 전쟁의 발단

### 배경
1868년의 메이지 유신 이후, 메이지 정부는 서양의 사상, 기술적인 진보, 풍습 등을 받아들이려 했다. 19세기 말에 일본은 짧은 시간 내에 고립에서 벗어나 근대화된 산업국가로서 모습을 드러내었다. 일본은 서양의 열강과 같은 세력으로 인정받기를 바랐다. 그리고 주요 열강 중의 하나인 러시아 제국은 동쪽에 대한 야망이 있었다. 러시아는 1890년대에는 중앙아시아의 나라들을 흡수하면서 중앙아시아를 가로질러 아프가니스탄까지 영토를 확장하였다. 러시아 제국은 서쪽으로는 폴란드에서 동쪽으로는 캄차카반도까지 뻗어 있었다. 러시아는 모스크바에서 블라디보스토크에 이르는 시베리아 횡단 철도를 놓으면서 이 지역에서의 영향과 존재를 굳건하게 하려 하였다.

### 청일 전쟁
1894년에 일본은 조선의 자주 독립이라는 명분으로 청일 전쟁을 일으켰다. 전쟁은 예상외로 일본의 압도적인 승리였다. 그리하여 1895년에 청나라와 〈개세키 조약〉을 체결하여 조선에서의 청나라 세력을 몰아내고 랴오둥반도와 타이완을 얻어 새로운 강자로 떠올랐다. 그러나, 러시아가 이를 견제해 독일, 프랑스와 함께 일본이 소유하던 랴오둥반도를 청나라에 다시 되돌려줬고(삼국 간섭), 이리하여 일본은 러시아와의 대립을 피할 수 없었다. 1897년 12월에 러시아 제국의 함대가 뤼순에 첫 모습을 드러냈다. 3개월 후에 청과 러시아 제국 간에 협정을 맺어 러시아 제국은 뤼순과 다롄 만을 조차하여 주변의 물길을 이용할 수 있었다. 러시아 제국으로서는 부동항 확보가 전략상 중요하였고 1년 후에는 이를 확고히 하려고 하얼빈에서 뤼순에 이르는 구간에 동청철도를 놓기 시작하였다. 다롄과 뤼순을 상실하자 러시아 제국은 의화단에게서 철도를 보호한다는 구실로 만주를 점령하였다.

## 러일 전쟁 발발

### 러시아와 일본의 대립
이 시기에, 일본 제국은 러시아와 청나라와 보호 협정을 맺은 조선을 빼앗으려 하였다. 이토 히로부미가 러시아와의 협상을 시작하였다. 그는 일본이 러시아군을 몰아내기엔 너무 약하다고 생각하였고, 러시아의 만주에 대한 권한을 인정하는 대신 일본의 한반도에 대한 권한을 인정할 것을 제안하였다. 이에 대하여 러시아는 만주에 대한 독점권과 한반도의 북위 39도 이북에 대한 중립지역 설정, 한반도의 군사적 이용 불가를 주장하였다. 그동안 일본은 러시아를 견제하던 영국과 영일 동맹(1902년)을 맺었는데, 이는 “러시아가 일본과 전쟁을 벌이는 동안 러시아와 동맹을 맺는 나라가 있으면, 영국이 일본의 편으로 참전할 수 있다”라는 내용이었다. 이로부터, 러시아는 독일이나 프랑스의 도움을 얻기 위해서는 영국의 위협을 감수해야 했다. 그 뒤에 러시아 제국과 일본 제국의 교섭이 진행되었으나 일본이 1904년 2월 4일부로 협상 중지를 선언했다. 일본은 2월 초에 마산포와 원산 등지에 군대를 상륙시키는 등, 전쟁 준비를 진행하고 있었다. 그리고 같은 해 2월 8일에 일본 제국이 선전 포고도 없이 뤼순을 공격하면서 러일 전쟁이 발발하게 된다.

### 몬테네그로의 참전
이 와중에 러시아 제국의 동맹국이었던 몬테네그로 공국은 러시아와의 우호적인 관계를 유지하고자, 일본 제국을 상대로 선전 포고를 하고자 했고, 결국 국왕 니콜라 1세의 승인을 받아서 일본에 선전 포고를 했다. 그러나 일본 제국 측에서는 몬테네그로가 어디에 있는 나라인지를 인지하지 못했고, 몬테네그로의 선전 포고를 무시했다. 더욱이 몬테네그로와 일본은 지리적으로 너무 멀리 떨어져 있는 관계로, 두 나라는 공식적으로는 전쟁 중이었지만 실제로는 양국 간에 단 한 차례의 교전도 없었다. 결국 러일 전쟁이 끝날 때까지 몬테네그로와 일본 사이에는 무력 충돌이 발생하지 않았고, 전후에 포츠머스 조약이 체결될 때도 당사국인 러시아 제국과 일본 제국이 몬테네그로 공국이 조약에 참가하는 것을 배제해 버리면서 공식적으로 일본과 몬테네그로 양국 간에는 여전히 전쟁이 지속되고 있었다. 그 상태로 몬테네그로가 제1차 세계 대전 이후에 신생 국가였던 유고슬라비아 왕국의 일부로 합병되면서 두 나라 간에는 아무런 종전 조약도 체결되지 않았다.

## 종전
그러던 중에 1991년에 발발한 유고슬라비아 전쟁으로 유고슬라비아가 해체되면서 몬테네그로는 세르비아와 함께 하나의 나라인 세르비아 몬테네그로로 독립하였고, 2006년에 다시 세르비아 몬테네그로가 해체되면서 몬테네그로가 재독립을 선언하자, 그제서야 일본과의 종전 조약 문제가 수면 위로 떠올랐다. 결국 같은 해에 종전 조약이 체결되면서 비로소 전쟁이 종결되었다.